# Overijse
Overijse (orthographe officielle en français comme en néerlandais, littéralement : « Au-delà de l'IJse ») est une commune néerlandophone de Belgique située en Région flamande dans la province du Brabant flamand.
La commune comprend les villages de :
- Notre-Dame-au-Bois (en néerlandais : Jezus-Eik, qui n'était déjà pas une commune avant la fusion, et qui est pour une petite partie également sur la commune d'Auderghem) ;
- Malaise ;
- Eizer ;
- Terlanen ;
- Tombeek.

Elle compte au début de 2024, un peu plus de 25 000 habitants à majorité néerlandophones, mais comprenant de multiples minorités linguistiques, dont une forte présence francophone et anglophone. Si les francophones sont traditionnellement présents à Notre-Dame-au-Bois et Malaise, un grand nombre de ressortissants européens se sont installés à Overijse ces dernières années. Ils y apprécient une qualité de vie qui s'accompagne d'une grande proximité avec Bruxelles.
Généreusement desservie par l'autoroute E 411 dans sa longueur, elle se situe à un point stratégique à l'entrée sud-est de la capitale belge, à deux pas de la Région wallonne.

## Toponymie
Overijse doit son nom à la rivière IJse qui traverse la commune. L'IJse s'appelait « Isca » au début du Moyen Âge, un mot celtique qui signifie eau. L'ancienne orthographe en néerlandais du lieu était « Overijssche ». En français, on écrivait plutôt Overryssche et on prononçait alors souvent « Overisse »[réf. nécessaire], le suffixe anciennement écrit « sche » se prononçant « sse » en néerlandais bien avant la réforme orthographique qui allait l'abolir.

## Héraldique
|  | La commune possède des armoiries qui lui ont été octroyées le 15 septembre 1818 et furent changées le 30 janvier 1840. Le sceau le plus ancien du conseil d'IJsse date du XIVe siècle et montre un évêque, un soleil et un croissant. L'évêque est probablement Saint Martin, le saint patron du village. Dans les derniers sceaux, le saint patron était représenté comme un chevalier coupant son manteau pour le mendiant. Au-dessous du saint, il y avait un petit écu avec une boucle et, dans le chef, trois fleurs de lys et à la base, un lion. Les fleurs de lys proviennent de la famille Beers, seigneurs d'IJsse, descendante des seigneurs d'Aarschot. Les armoiries d'Aarschot portent une seule fleur de lys. Le lion est le lion de Brabant auquel appartient la région. Dans les armoiries actuelles, la courbe est remplacée par une barre mais sinon la composition n'a pas changé. Les couleurs sont les couleurs des Pays-Bas. Comme le conseil n'avait pas mentionné les couleurs des armoiries au début du XIXe siècle, le Collège néerlandais des armoiries accorda toutes les armoiries en or et en bleu. Après l'indépendance de la Belgique en 1830, les armoiries ont été modifiées de manière à placer l'ensemble de la composition dans un écu, mais les couleurs n'ont pas été modifiées. Les couleurs historiques étaient un écu bleu avec un saint doré et un petit bouclier rouge avec une courbure en argent. La fleur de lys et le lion étaient tous deux d'argent. Blasonnement : D'azur à un Saint Martin d'or, en pointe sur le tout d'azur à la fasce d'or accompagnée en chef de trois lys et en pointe d'un lion, le tout du même. - Délibération communale : 22 juin 1838 - Arrêté de l'exécutif de la communauté : 30 janvier 1840 Source du blasonnement : Heraldy of the World. |

## Géographie

### Communes limitrophes
| Auderghem, Watermael-Boitsfort | Tervuren  | Huldenberg        |
| Hoeilaart                      | Overijse  | Huldenberg        |
| La Hulpe                       | Rixensart | Huldenberg, Wavre |

## Démographie
- Source: DGS , de 1831 à 1981=recensements population; à partir de 1990 = nombre d'habitants chaque 1 janvier[3]

## Politique et administration

### Jumelages
La commune est jumelée avec les villes suivantes :
- Bacharach (Allemagne) ;
- Bruttig-Fankel (Allemagne) ;
- Lecco (Italie) ;
- Mâcon (France) ;
- Modra (Slovaquie).

### Enjeux communautaires
Située à l'intérieur de l'arrondissement électoral de Bruxelles-Hal-Vilvorde (BHV) et entre Bruxelles au nord et la Région wallonne (La Hulpe, Rixensart et Wavre) au sud, la commune d'Overijse est l'enjeu de bon nombre de tiraillements politiques et communautaires.
Depuis les années 1970, des partis francophones se présentent aux élections communales. Ces listes obtiennent en moyenne un tiers des sièges à pourvoir (en 2000, 9 élus francophones sur la liste Union; en 2006, 5 élus francophones sur la liste CDOV/Blauw/Plus et 3 sur la liste UF). 
Au fil des élections, les partis francophones perdent petit à petit leur importance au niveau du conseil communal. Le nombre d'élus passe de 8 élus (sur 27) en 2006, à 7 (sur 27) en 2012 et finalement 6 (sur 29) en 2018.
Depuis les élections de 2024, au vu du peu d'impact des listes francophones historiques sur la politique communale et sous l'impulsion du libéral Pierre-Emmanuel Dumont de Chassart, les francophones ont intégré les listes néerlandophones d'Overijse. 

#### Polémiques
Depuis 2005, la commune d'Overijse a mis en place une adresse mail destinée à permettre aux habitants de la commune de signaler l'existence d'affiches et, plus généralement, d'annonces publicitaires, rédigées dans une langue autre que le néerlandais. Le parlement flamand a, avec une majorité de 97 oui contre 1 non, exprimé son soutien à la commune. Cependant, en 2008, le premier ministre néerlandophone Yves Leterme considère cette délation inacceptable et l'adresse mail en question est alors finalement désactivée.
En 2014, une étude de Kind en Gezin (office flamand de l'enfance ) publiée en partie par le journal Le Soir le 18 décembre 2014 révèle qu'entre 2004 et 2013 les naissances d'enfants néerlandophones sont passées de 44,4 % à 43,3 %, dans le même temps les naissances d'enfants francophones sont passées de 21,8 % à 36,5 %.
La majorité actuelle mène une politique de protection active du caractère flamand de la commune, entre autres en organisant des cours de langues, et aussi en envoyant des lettres de sensibilisation aux entreprises et aux commerces en leur demandant de n'utiliser que le néerlandais dans leurs enseignes et leur communication écrite.

## Vie politique

### Résultats des élections communales depuis 1976
| Partis                      | 10-10-1976 | 10-10-1976 | 10-10-1982 | 10-10-1982 | 9-10-1988 | 9-10-1988 | 9-10-1994 | 9-10-1994 | 8-10-2000 | 8-10-2000 | 8-10-2006 | 8-10-2006 | 14-10-2012 | 14-10-2012 | 14-10-2018 | 14-10-2018 | 13-10-2024 | 13-10-2024 |
| Votes / Sièges              | !%         | 25         | %          | 27         | %         | 27        | %         | 27        | %         | 27        | %         | 27        | %          | 27         | %          | 29         | %          | 29         |
| --------------------------- | ---------- | ---------- | ---------- | ---------- | --------- | --------- | --------- | --------- | --------- | --------- | --------- | --------- | ---------- | ---------- | ---------- | ---------- | ---------- | ---------- |
| OV2002-N-VA-CD&V            | -          |            | -          |            | -         |           | -         |           | -         |           | 39,8      | 13        | 41,44      | 13         | -          | -          | 40,7       | 14         |
| Team3090                    | -          |            | -          |            | -         |           | -         |           | -         |           | -         |           | -          |            | -          | -          | 33,9       | 11         |
| Fel                         | -          |            | -          |            | -         |           | -         |           | -         |           | -         |           | -          |            | -          | -          | 9,9        | 2          |
| Dynamiek voor Overijse      | -          |            | -          |            | -         |           | -         |           | -         |           | -         |           | -          |            | -          | -          | 7,6        | 1          |
| Leefbaar Overijse           | -          |            | -          |            | -         |           | -         |           | -         |           | -         |           | -          | -          | 6,9        | 1          | 7,9        | 1          |
| PVV1/VLD2/Open Vld3         | -          |            | 11,691     | 3          | 13,81     | 3         | 11,432    | 3         | -         |           | 11,222    | 3         | 17,973     | 5          | -          | -          | -          | -          |
| VLD-SP                      | -          |            | -          |            | -         |           | -         |           | 14,67     | 4         | -         |           | -          |            | -          | -          | -          | -          |
| FDF                         | 16         | 4          | 9,5        | 2          | -         |           | -         |           | -         |           | -         |           | -          |            | -          | -          | -          | -          |
| SP                          | -          |            | 5,43       | 1          | 6,05      | 1         | -         |           | -         |           | -         |           | -          |            | -          | -          | -          | -          |
| Groen!-sp.a                 | -          |            | -          |            | -         |           | -         |           | -         |           | 8,14      | 1         | -          |            | -          | -          | -          | -          |
| AGALEV1/Groen2              | -          |            | -          |            | -         |           | -         |           | 5,931     | 1         | -         |           | 11,832     | 2          | -          | -          | -          | -          |
| Vlaams Blok1/Vlaams Belang2 | -          |            | -          |            | 1,821     | 0         | 3,321     | 0         | 5,211     | 0         | 6,462     | 1         | 4,492      | 0          | -          | -          | -          | -          |
| OpenVLDGroenOverijse        | -          |            | -          |            | -         |           | -         |           | -         |           | -         |           | -          |            | 26,8       | 9          | -          | -          |
| NG                          | 19,12      | 5          | -          |            | -         |           | -         |           | -         |           | -         |           | -          |            | -          | -          | -          | -          |
| PVV-SP                      | 14,17      | 3          | -          |            | -         |           | -         |           | -         |           | -         |           | -          |            | -          | -          | -          | -          |
| ECOVER                      | -          |            | 3,19       | 0          | -         |           | -         |           | -         |           | -         |           | -          |            | -          | -          | -          | -          |
| RAD-NGB                     | -          |            | 7,35       | 1          | -         |           | -         |           | -         |           | -         |           | -          |            | -          | -          | -          | -          |
| UNION                       | -          |            | -          |            | 29,28     | 9         | 31,68     | 10        | 27,65     | 9         | -         |           | -          |            | -          | -          | -          | -          |
| OVZOOZ                      | -          |            | -          |            | -         |           | 12,55     | 3         | 30,19     | 9         | -         |           | -          |            | -          | -          | -          | -          |
| SPIL                        | -          |            | -          |            | -         |           | 4,26      | 0         | -         |           | -         |           | -          |            | -          | -          | -          | -          |
| b                           | -          |            | -          |            | -         |           | -         |           | 16,34     | 4         | -         |           | -          |            | -          | -          | -          | -          |
| CDOV-Blauw-Plus             | -          |            | -          |            | -         |           | -         |           | -         |           | 21,71     | 6         | -          |            | -          | -          | -          | -          |
| UF                          | -          |            | -          |            | -         |           | -         |           | -         |           | 12,68     | 3         | -          | -          | -          | -          | -          | -          |
| VU                          | 14,88      | 3          | 7,08       | 1          | 5,98      | 1         | -         |           | -         |           | -         |           | -          | -          | -          | -          | -          | -          |
| PLUS                        | -          |            | -          |            | -         |           | -         |           | -         |           | -         |           | 24,26      | 7          | -          | -          | -          | -          |
| Overijse Plus               | -          |            | -          |            | -         |           | -         |           | -         |           | -         |           | -          | -          | 20,9       | 6          | -          | -          |
| Bewust                      | -          |            | -          |            | -         |           | -         |           | -         |           | -         |           | -          |            | 4,4        | 0          | -          | -          |
| PRL-PSC                     | -          |            | 15,13      | 4          | -         |           | -         |           | -         |           | -         |           | -          | -          | -          | -          | -          | -          |
| CD&V                        | -          |            | -          |            | -         |           | -         |           | -         |           | -         |           | -          |            | 11,5       | 3          | -          | -          |
| CVP                         | 35,83      | 10         | 40,63      | 15         | 43,06     | 13        | 36,76     | 11        | -         |           | -         |           | -          |            | -          | -          | -          | -          |
| OV2002-N-VA                 | -          |            | -          |            | -         |           | -         |           | -         | -         | -         | -         | -          | -          | 29,4       | 10         | -          | -          |
| Total des votes             | 11690      | 11690      | 13014      | 13014      | 13562     | 13562     | 13579     | 13579     | 14087     | 14087     | 14459     | 14459     | 14115      | 14115      | 14266      | 14266      | 10919      | 10919      |
| Participation %             |            |            |            |            | 93,09     | 93,09     | 92,47     | 92,47     | 90,84     | 90,84     | 91,93     | 91,93     | 88,05      | 88,05      | 89,9       | 89,9       | 63,1       | 63,1       |
| Votes blancs ou nuls %      | 3,44       | 3,44       | 3,14       | 3,14       | 3,75      | 3,75      | 4,17      | 4,17      | 5,01      | 5,01      | 2,94      | 2,94      | 3,07       | 3,07       | 5,0        | 5,0        | 2,8        | 2,8        |

## Culture et patrimoine
La spécialité locale est le raisin cultivé sous serre (serriculture). Il est destiné non pas à la production de vin mais à la consommation directe.

### Personnalités liées à la commune
- L'humaniste et philologue brabançon Juste Lipse y naquit en 1547.
- Le peintre Gillis Neyts y est né en 1618.
- Le résistant, pénaliste et bâtonnier du barreau de Bruxelles Louis Braffort s'y maria en 1920.
- Le footballeur Johan Bakayoko y est né en 2003.

## Galerie d'images

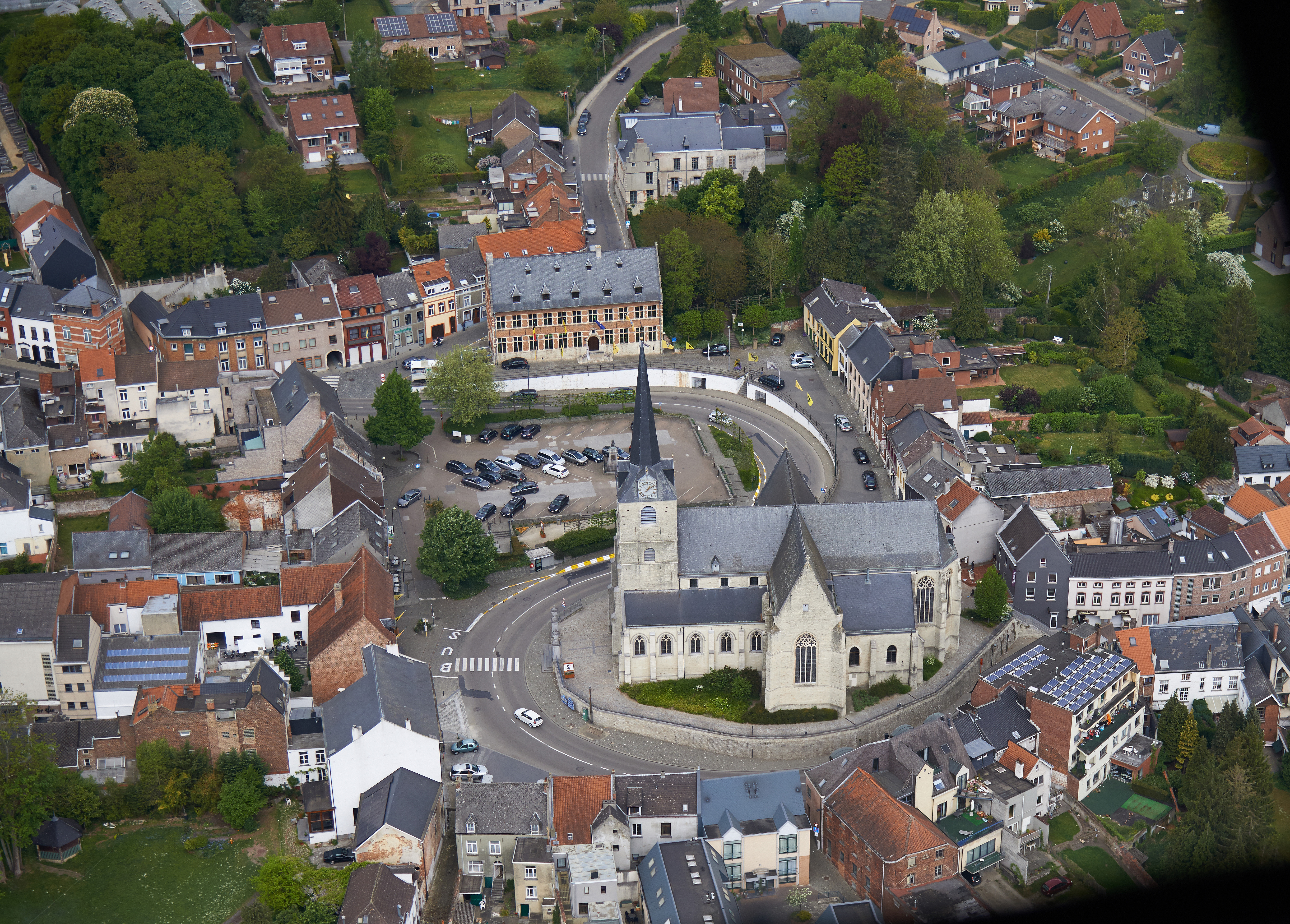
Vue aérienne du centre d'Overijse.
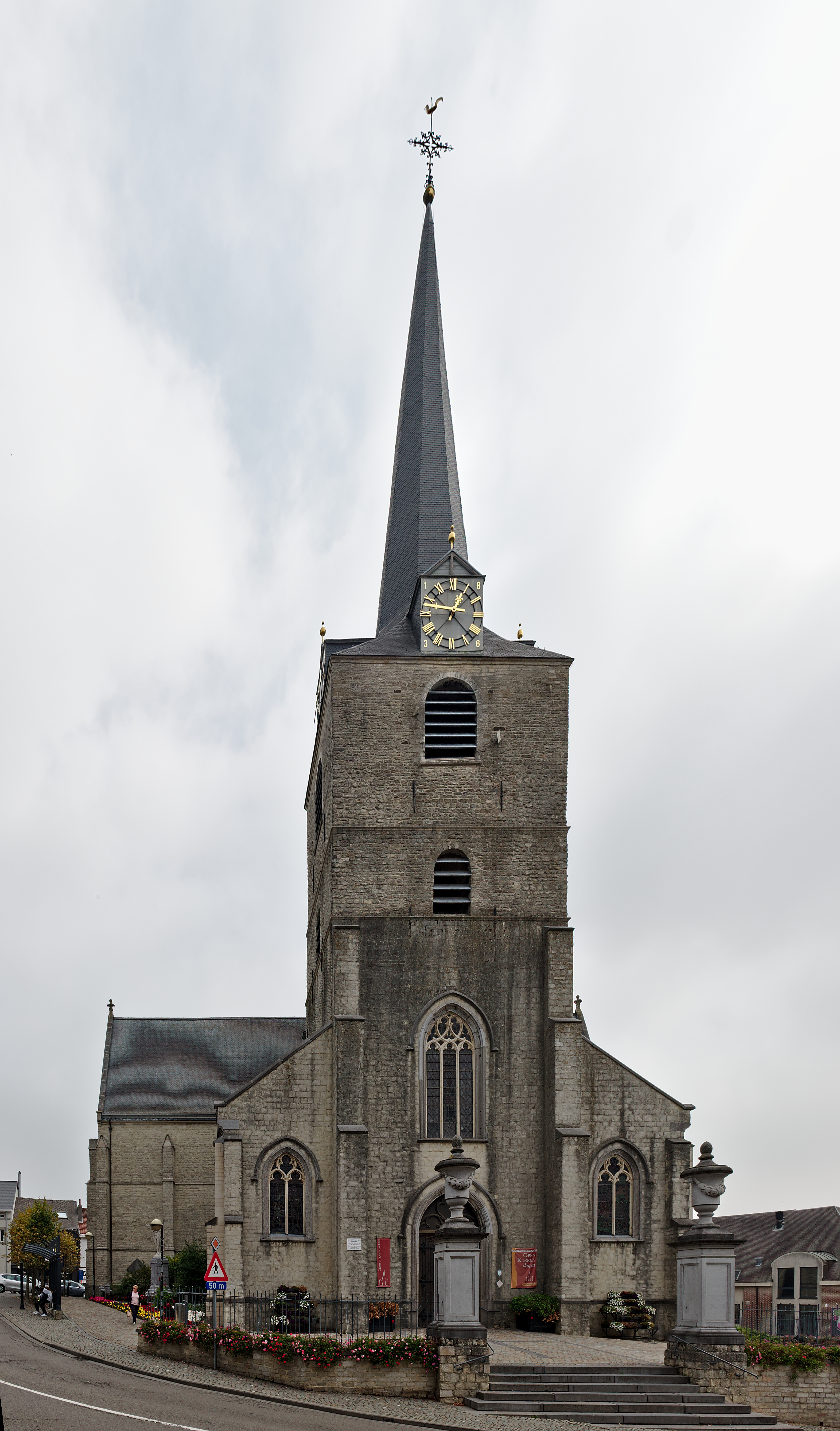
L'église Saint-Martin d'Overijse.
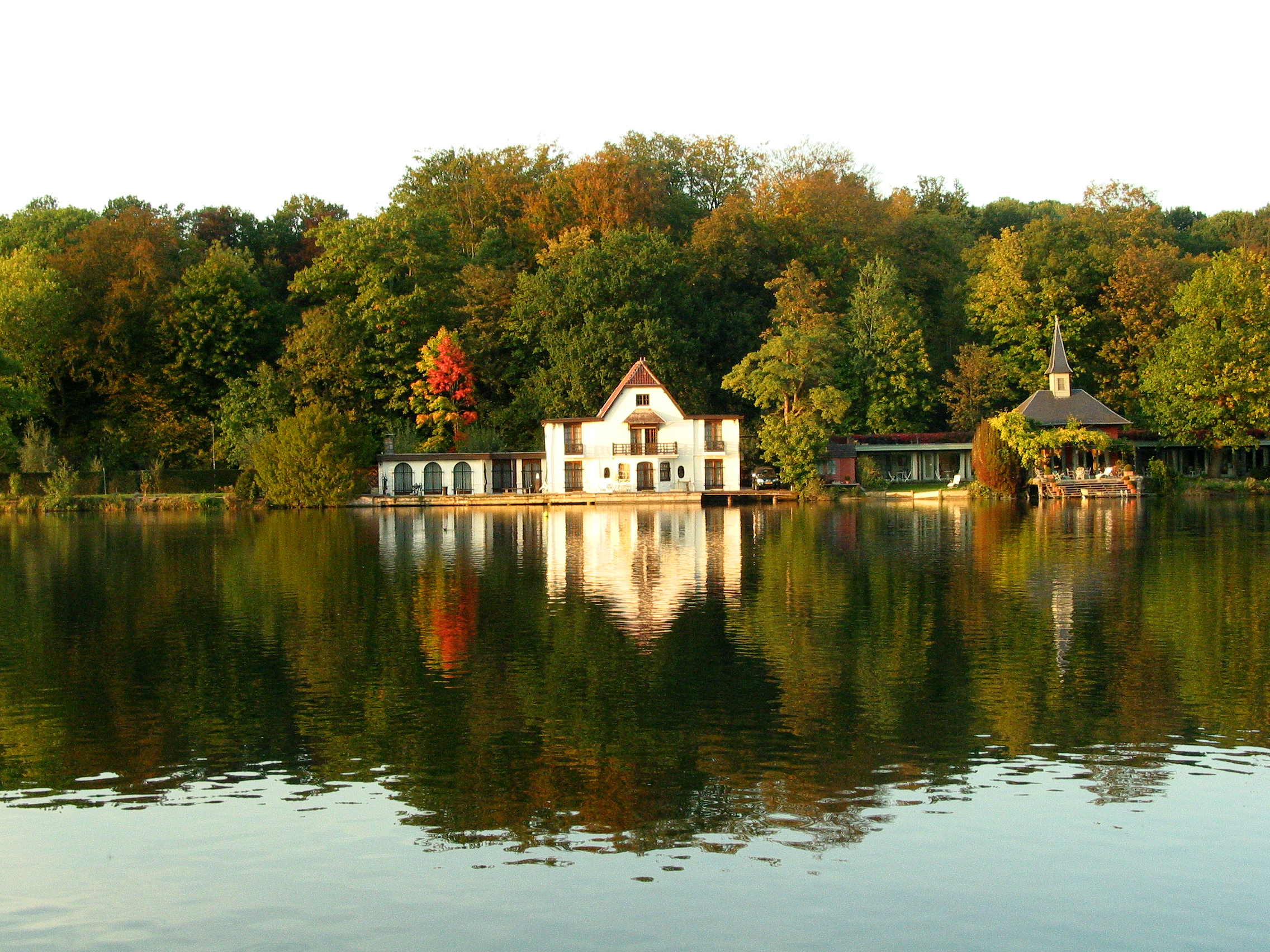
Le lac de Genval.